# Bobby Hutton
Robert James Hutton (Comtat de Jefferson, Arkansas, 21 d'abril de 1950 — Oakland, Califòrnia, 6 d'abril de 1968) va ser un activista nord-americà pels drets de la comunitat negra i el primer membre i tresorer del Partit de les Panteres Negres, conegut per legitimar la violència en pro de la defensa dels drets civils i promoure l'autodefensa armada. Va ser assassinat per la policia d'Oakland quan tenia sols disset anys.

## Biografia
Hutton va conèixer els fundadors de les Panteres Negres, Huey P. Newton i Bobby Seale, en un centre que lluitava contra la pobresa al nord d'Oakland ocupant joves en treballs comunitaris. El 1966, amb 16 anys, Hutton es va convertir en el primer membre i tresorer del l'organització. L'any següent va ser part d'una trentena d'activistes que van viatjar a la capital estatal Sacramento per manifestar-se en contra d'un projecte que prohibia la tinença d'armes en públic. El grup va entrar armat al Capitoli de Califòrnia i Hutton i quatre dels seus companys van ser arrestats.

## Assassinat
El 6 d'abril de 1968, Hutton va participar en un enfrontament entre les Panteres Negres i la policia d'Oakland en què dos oficials van resultar ferits. L'enfrontament era en protesta per l'assassinat de Martin Luther King dos dies abans, i acabà amb la rendició de les panteres una hora i mitja més tard. Després de la rendició, Hutton va ser assassinat per la policia i, segons un dels seus companys, Eldridge Cleaver, tirotejat fins a dotze vegades, inclús després de deixar-lo en roba interior per comprovar que no anava armat. Segons Cleaver, un policia va reconèixer que el que havien fet era un "assassinat en primer grau". No obstant això, la policia va sostenir que tot havia ocorregut arran que Hutton tractés d'escapar i ignorés l'ordre d'aturar-se. El 12 d'abril es va realitzar un funeral a Berkeley amb la presència de 1500 persones i posteriorment una manifestació a Oakland, a la qual van assistir 2000 persones entre elles Marlon Brando i James Baldwin.

## Repercussió
La mort de Hutton va ser considerada pels simpatitzants de les Panteres Negres com un exemple de la brutalitat de la policia nord-americana amb la comunitat negra. Immediatament, Eldridge Cleaver afirmà que la policia havia atacat les panteres, tot i que anys després va admetre que van ser les panteres qui van iniciar l'enfrontament i van ferir dos policies. Hutton va ser la primera pantera en morir i ha estat estimat com un màrtir en la causa del Poder negre. Segons el periodista Bryan Burrough, en el seu llibre Days of Rage: America’s Radical Underground, the FBI and the Forgotten Age of Revolutionary Violence, l'assassinat de Hutton va ocasionar que la reputació de les Panteres Negres augmentés i que molts negres que fins llavors no creien en els mètodes violents «comencessin a pensar que la violència dels blancs havia de ser enfrontada amb la violència dels negres».

## Cultura popular
En la cultura popular Hutton ha estat esmentat en diverses cançons. Entre elles Ghetto Gospel de Tupac Shakur, Still Fighting de Smif-N-Wessun, Up in Arms de Bhi Bhiman i Get Up de The Coup i Dead Prez. L'àlbum Together de Country Joe and the Fish va ser dedicat a la seva memòria el 1968. En la pel·lícula Panther (1995) va ser interpretat per Wesley Jonathan.